# Damir Jadgarow
Damir Salichowicz Jadgarow (ros. Дамир Салихович Ядгаров; ur. 18 lutego 1937 w Szurabaddzie w obwodzie bucharskim – ob. wilajet bucharski, zm. 4 lipca 2025) – radziecki i uzbecki polityk.

## Życiorys
Od 1959 był funkcjonariuszem Komsomołu, 1960 ukończył Taszkencki Instytut Rolniczy, później został kandydatem nauk ekonomicznych. Od 1960 członek KPZR, 1971–1978 sekretarz Komitetu Obwodowego Komunistycznej Partii Uzbekistanu w Bucharze, 1978–1984 zastępca szefa Gławsriedazirsowchozstroja, 1984–1985 szef Zarządu "Karakałpakirsowchozstroja". Od 1985 do października 1988 przewodniczący Rady Ministrów Karakałpackiej ASRR, 1988–1991 I sekretarz Komitetu Obwodowego KPU w Bucharze, 1990–1991 przewodniczący Bucharskiej Rady Obwodowej i członek KC KPZR. W latach 1989–1991 sprawował mandat deputowanego ludowego ZSRR.